# Liste de clubs de jazz new-yorkais
 (décembre 2018).
Si vous disposez d'ouvrages ou d'articles de référence ou si vous connaissez des sites web de qualité traitant du thème abordé ici, merci de compléter l'article en donnant les références utiles à sa vérifiabilité et en les liant à la section « Notes et références ».

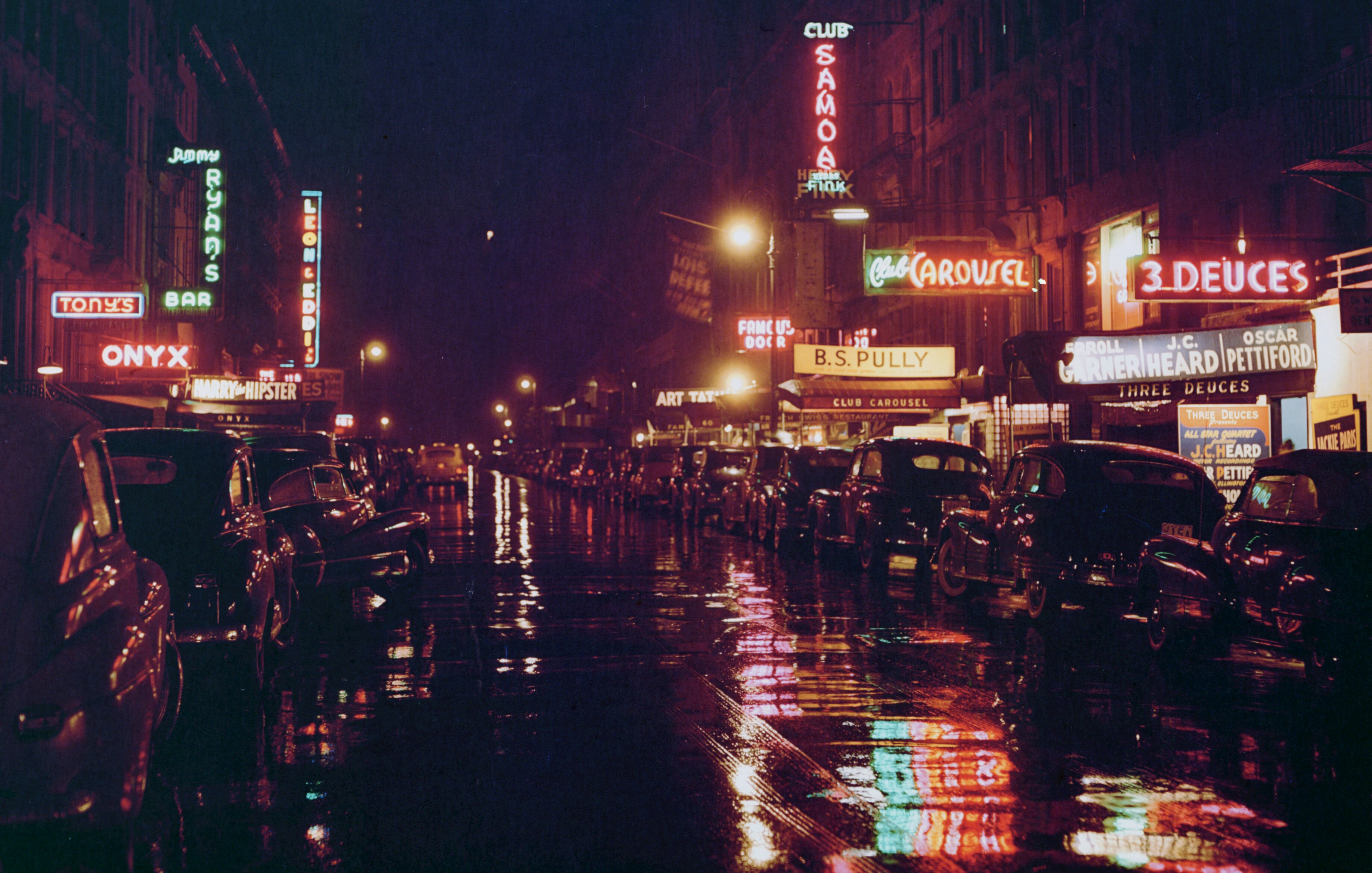
La de Manhattan à New York en 1948, ancienne « rue du jazz » des années 1930 aux années 1960; photo de William P. Gottlieb

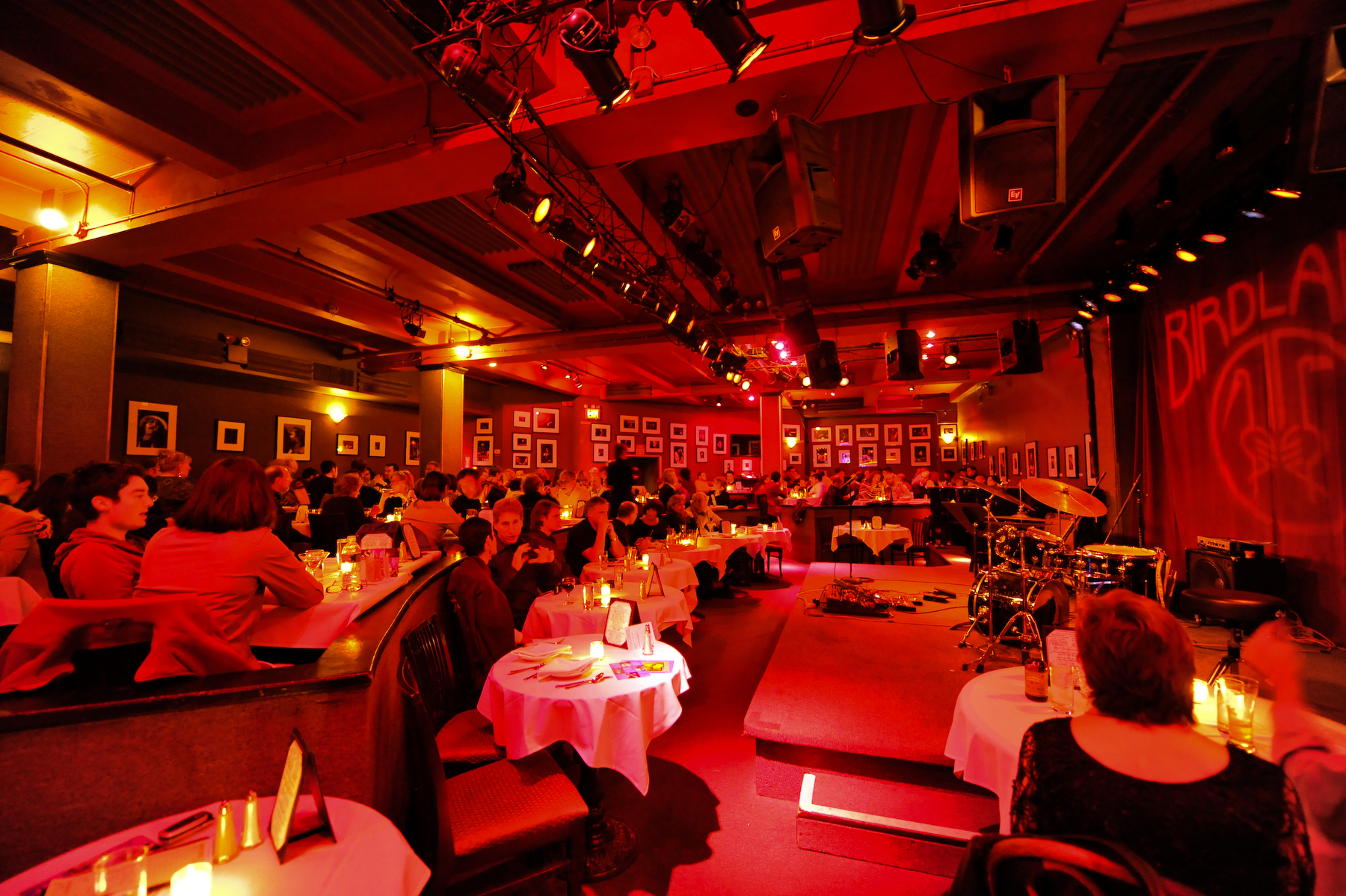
Birdland (club)

Liste des principaux clubs de jazz de New York,, :

## Clubs de jazz new-yorkais
De nombreux clubs de jazz new-yorkais se situent dans les quartiers Greenwich Village et Harlem de Manhattan. 
- 55 Bar (de)
- Arthur's Tavern (en)
- Birdland
- The Blue Note
- Clark Monroe's Uptown House (en)
- Cornelia Street Café
- Cotton Club
- Detour Jazz Club
- Dizzy’s Club
- Fat Cat (de)
- Iridium Jazz Club
- Jazz at Lincoln Center
- Jazz Standard
- Knitting Factory
- Lenox Lounge (en)
- Le Bill's Place
- Le Poisson Rouge
- Minton's Playhouse
- Mona’s Bar
- Smalls Jazz Club
- Smoke Jazz Club
- St Nick's
- Sweet Rhythm
- The Django
- Village Vanguard
- Zinc Bar

## Quelques anciens clubs de jazz
La 52e rue de Manhattan à New York, entre la Cinquième et la Septième Avenue, est une ancienne célèbre « rue du jazz » de l'ère du jazz, des années 1930 aux années 1960. 
- Bradley's
- Café Society
- Connie's Inn (en)
- Downbeat Club
- Famous Door
- Five Spot Café
- Half Note (en)
- Mikell's (en)
- Savoy Ballroom
- Slugs' Saloon (en)
- Small's Paradise
- Sweet Basil (en)
- The Open Door
- The Village Gate
- Three Deuces
- Visiones (de)

## Quelques musées du jazz
- New York Jazz Museum (en)
- National Jazz Museum in Harlem (en)